# Macoviște (Cornea), Caraș-Severin
Macoviște(maghiară Mákosfalva) este un sat în comuna Cornea din județul Caraș-Severin, Banat, România.